# Bryghuset Møn
Bryghuset Møn er et dansk mikrobryggeri, der ligger i Stege på Møn. Bryghuset Møn har også en restaurant og cafe. Det åbnede i 2005 med Svend Austel fra Bamberg, Tyskland, som brygmester. Bryggeriet fremstillet ni forskellige typer øl.
I december 2012 blev bryggeriet købt af kokken David Jensin og Thomas Stecher der allerede drev Café Sommerspiret på GeoCenter Møns Klint.